# Trokut (glazbalo)
Trokut (triangl) je idiofono glazbalo iz porodice udaraljki. Sastoji se od jedne metalne, obično čelične šipke koja je svijena u obliku trokuta.

## Oblik
Jedan od kutova trokuta ostavljen je otvorenim - krajevi šipke ne dotiču se, što ton koji on proizvodi čini neodredivim. Glazbalo visi na jednom od drugih kutova, obješeno tankom žicom ili kožom kako bi slobodno vibriralo. Udara se metalnim udaračem pri čemu daje visok, zvonak ton.

## Porijeklo
Točno porijeklo glazbenog trokuta nije poznato, ali brojne umjetničke slike iz srednjeg vijeka na kojima ga sviraju anđeli navodi na vjerovanje da je imao određenu ulogu u crkvenim obredima toga vremena. Druga umjetnička djela prikazuju ga u uporabi u narodnoj glazbi.

## Uporaba i tehnika
U latinoameričkoj, narodnoj i rock glazbi, trokut se najčešće koristi obuhvaćanjem rukom tako da se jedna njegova strana može lakše dotaknuti radi prigušivanja i prilagođavanja tona. Također se visina tona može za nijansu prilagoditi udaranjem različitih dijelova trokuta i finim prigušivanjem tona.
U europskoj klasičnoj glazbi trokut je u uporabi u orkestrima od sredine 18. stoljeća. Iako rijetko, koristili su ga Wolfgang Amadeus Mozart, Joseph Haydn i Ludwig van Beethoven, obično u oponašanju janjičarske glazbe. Prvi skladatelj koji je počeo znatno koristiti trokut bio je Franz Liszt, u Koncertu za klavir i orkestar br. 1, gdje se u drugom stavku koristi kao solo instrument. U 19. stoljeću koristi ga i Richard Wagner, najuočljivije u operi Lohengrin i djelu Svadbeni zbor.

Kada nije potrebna kontrola prigušivanja i visine tona, trokut naizgled ne zahtijeva veliku glazbenu sposobnost i često se kao motiv koristi u kratkim vicevima o instrumentu. No dionice za trokut u klasičnoj glazbi mogu biti vrlo zahtjevne. Tako James Blades u svojoj knjizi "Grove Dictionary of Music and Musicians" piše da "trokut za sviranje nije ni na koji način jednostavan instrument". U rukama stručnjaka zvuk trokuta može biti iznenađujuće tankoćutan i izražajan.
Do najvećih poteškoća u sviranju trokuta dolazi se pri sviranju kompleksnijih ritmova, koji su ponekad i skladani baš za njega usprkos tome što kontrola glasnoće može biti izrazito teško ostvariva. Vrlo tihi tonovi stvaraju se puno lakšim udaračima - za najtiše tonove koriste se igle za pletenje. Skladatelji ponekad traže uporabu drvenih udarača koji stvaraju tuplji i tiši ton.